# Campionati mondiali di sci alpino 1999
I Campionati mondiali di sci alpino 1999, 35ª edizione della manifestazione organizzata dalla Federazione Internazionale Sci, si svolsero negli Stati Uniti, nelle località di Vail e Beaver Creek, dal 2 al 14 febbraio. Il programma incluse gare di discesa libera, supergigante, slalom gigante, slalom speciale e combinata, sia maschili che femminili.

## Impianti

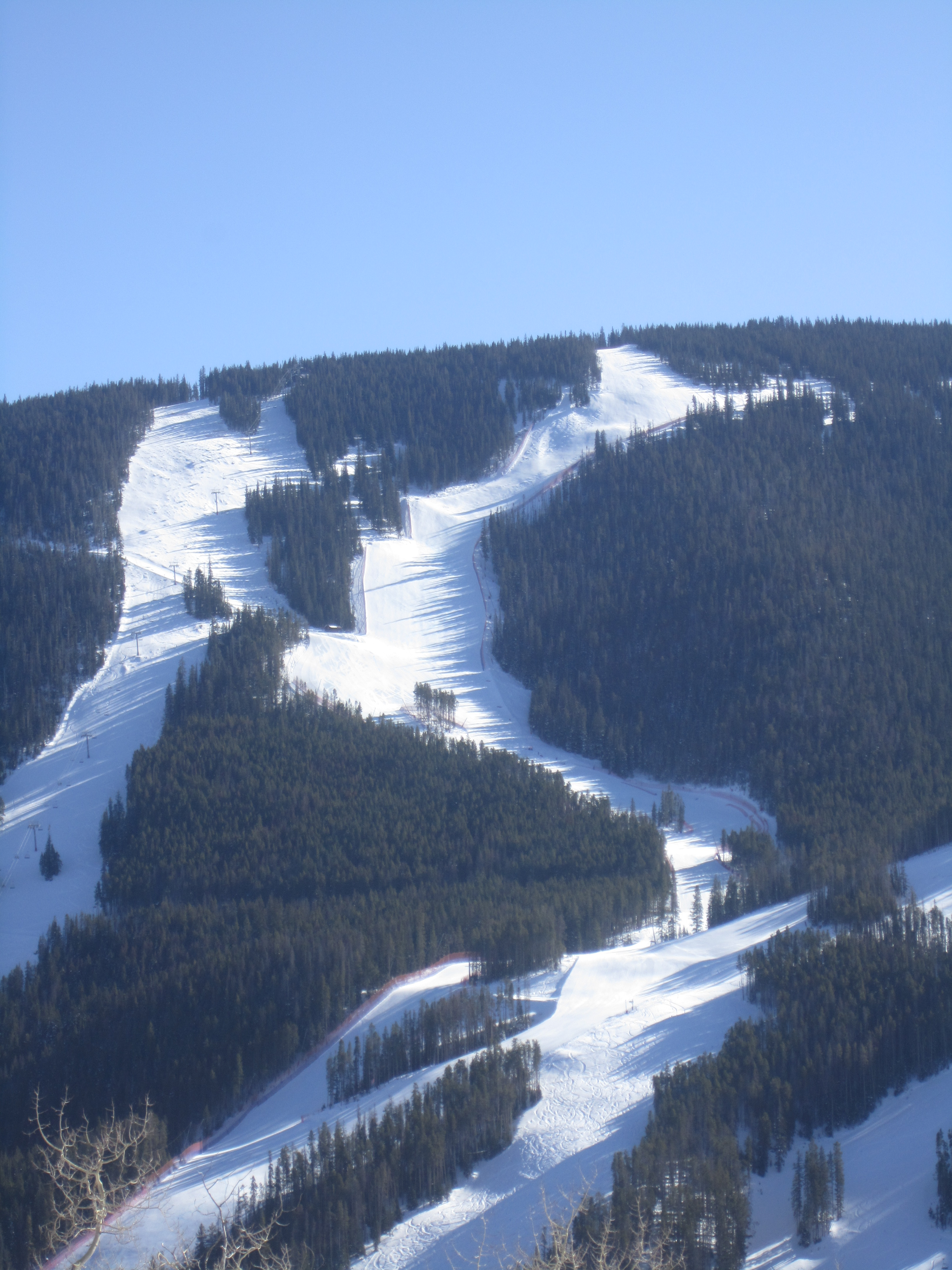
La pista Birds of Prey

Le gare si disputarono sulle piste Birds of Prey di Beaver Creek e International di Vail.

## Risultati

### Uomini

#### Discesa libera
| Pos. | Atleta              | Nazione  | Tempo   |
| ---- | ------------------- | -------- | ------- |
| 1    | Hermann Maier       | Austria  | 1:40,60 |
| 2    | Lasse Kjus          | Norvegia | 1:40,91 |
| 3    | Kjetil André Aamodt | Norvegia | 1:41,17 |
| 4    | Hans Knauß          | Austria  | 1:41,19 |
| 5    | Stephan Eberharter  | Austria  | 1:41,40 |
| 6    | Werner Franz        | Austria  | 1:41,75 |
| 7    | Bruno Kernen        | Svizzera | 1:41,98 |
| 8    | Audun Grønvold      | Norvegia | 1:42,37 |
| 9    | Kristian Ghedina    | Italia   | 1:42,79 |
| 10   | Patrik Järbyn       | Svezia   | 1:42,94 |

Data: 6 febbraio

Località: Beaver Creek

Pista: Birds of Prey

Partenza: 

Arrivo: 

Lunghezza: 2 762 m

Dislivello: 757 m

Ore: 11.00 (UTC-7)

Porte: 41

Tracciatore: 

#### Supergigante
| Pos. | Atleta              | Nazione     | Tempo   |
| ---- | ------------------- | ----------- | ------- |
| 1    | Lasse Kjus          | Norvegia    | 1:14,53 |
| 1    | Hermann Maier       | Austria     | 1:14,53 |
| 3    | Hans Knauß          | Austria     | 1:14,54 |
| 4    | Stephan Eberharter  | Austria     | 1:14,75 |
| 5    | Paul Accola         | Svizzera    | 1:14,79 |
| 6    | Chad Fleischer      | Stati Uniti | 1:14,81 |
| 7    | Steve Locher        | Svizzera    | 1:15,27 |
| 8    | Didier Cuche        | Svizzera    | 1:15,37 |
| 9    | Kjetil André Aamodt | Norvegia    | 1:15,38 |
| 10   | Kristian Ghedina    | Italia      | 1:15,63 |

Data: 2 febbraio

Località: Beaver Creek

Pista: Birds of Prey

Partenza: 

Arrivo: 

Lunghezza: 1 932 m

Dislivello: 611 m

Ore: 12.30 (UTC-7)

Porte: 36

Tracciatore: 

#### Slalom gigante
| Pos. | Atleta               | Nazione       | Tempo   |
| ---- | -------------------- | ------------- | ------- |
| 1    | Lasse Kjus           | Norvegia      | 2:19,31 |
| 2    | Marco Büchel         | Liechtenstein | 2:19,36 |
| 3    | Steve Locher         | Svizzera      | 2:20,79 |
| 4    | Paul Accola          | Svizzera      | 2:21,14 |
| 5    | Fredrik Nyberg       | Svezia        | 2:21,14 |
| 6    | Patrick Holzer       | Italia        | 2:21,16 |
| 7    | Michael von Grünigen | Svizzera      | 2:21,24 |
| 8    | Christian Mayer      | Austria       | 2:21,25 |
| 9    | Sami Uotila          | Finlandia     | 2:21,97 |
| 10   | Raphaël Burtin       | Francia       | 2:22,06 |

Data: 12 febbraio

Località: Vail

Pista: International

Partenza: 

Arrivo: 

Dislivello: 375 m

1ª manche:

Ore: 10.30 (UTC-7)

Porte: 51

Tracciatore: 

2ª manche:

Ore: 13.30 (UTC-7)

Porte: 52

Tracciatore: 

#### Slalom speciale
| Pos. | Atleta               | Nazione     | Tempo   |
| ---- | -------------------- | ----------- | ------- |
| 1    | Kalle Palander       | Finlandia   | 1:42,12 |
| 2    | Lasse Kjus           | Norvegia    | 1:42,23 |
| 3    | Christian Mayer      | Austria     | 1:42,25 |
| 4    | Giorgio Rocca        | Italia      | 1:42,33 |
| 5    | Benjamin Raich       | Austria     | 1:42,55 |
| 6    | Thomas Stangassinger | Austria     | 1:42,82 |
| 7    | Kjetil André Aamodt  | Norvegia    | 1:42,91 |
| 8    | Bode Miller          | Stati Uniti | 1:42,94 |
| 9    | Paul Accola          | Svizzera    | 1:43,24 |
| 10   | Jure Košir           | Slovenia    | 1:43,28 |

Data: 14 febbraio

Località: Vail

Pista: International

Partenza: 

Arrivo: 

Dislivello: 207 m

1ª manche:

Ore: 10.30 (UTC-7)

Porte: 65

Tracciatore: 

2ª manche:

Ore: 13.30 (UTC-7)

Porte: 64

Tracciatore: 

#### Combinata
| Pos. | Atleta              | Nazione  | Tempo   |
| ---- | ------------------- | -------- | ------- |
| 1    | Kjetil André Aamodt | Norvegia | 2:43,09 |
| 2    | Lasse Kjus          | Norvegia | 2:43,25 |
| 3    | Paul Accola         | Svizzera | 2:43,62 |
| 4    | Christian Mayer     | Austria  | 2:43,89 |
| 5    | Bruno Kernen        | Svizzera | 2:44,92 |
| 6    | Michael Walchhofer  | Austria  | 2:44,98 |
| 7    | Alessandro Fattori  | Italia   | 2:45,88 |
| 8    | Yves Dimier         | Francia  | 2:47,04 |
| 9    | Andreas Ertl        | Germania | 2:48,06 |
| 10   | Ivan Bormolini      | Italia   | 2:48,27 |

Data: 9 febbraio

Discesa libera

Località: Beaver Creek

Pista: Birds of Prey

Ore: 11.00 (UTC-7)

Partenza: 

Arrivo: 

Lunghezza: 2 762 m

Dislivello: 757 m

Porte: 41

Tracciatore: 

Slalom speciale

Località: Vail

Pista: International

Partenza: 

Arrivo: 

Dislivello: 187 m

1ª manche:

Ore: 10.30 (UTC-7)

Porte: 53

Tracciatore: 

2ª manche:

Ore: 13.30 (UTC-7)

Porte: 54

Tracciatore: 

### Donne

#### Discesa libera
| Pos. | Atleta                | Nazione     | Tempo   |
| ---- | --------------------- | ----------- | ------- |
| 1    | Renate Götschl        | Austria     | 1:48,20 |
| 2    | Michaela Dorfmeister  | Austria     | 1:48,35 |
| 3    | Stefanie Schuster     | Austria     | 1:48,37 |
| 4    | Alexandra Meissnitzer | Austria     | 1:48,47 |
| 5    | Regina Häusl          | Germania    | 1:48,92 |
| 6    | Mélanie Suchet        | Francia     | 1:48,97 |
| 7    | Mélanie Turgeon       | Canada      | 1:49,04 |
| 8    | Megan Gerety          | Stati Uniti | 1:49,30 |
| 9    | Isolde Kostner        | Italia      | 1:49,49 |
| 10   | Martina Ertl          | Germania    | 1:49,53 |

Data: 7 febbraio

Località: Vail

Pista: International

Partenza: 

Arrivo: 

Lunghezza: 2 811 m

Dislivello: 667 m

Ore: 11.00 (UTC-7)

Porte: 40

Tracciatore: 

#### Supergigante
| Pos. | Atleta                | Nazione  | Tempo   |
| ---- | --------------------- | -------- | ------- |
| 1    | Alexandra Meissnitzer | Austria  | 1:20,53 |
| 2    | Renate Götschl        | Austria  | 1:20,56 |
| 3    | Michaela Dorfmeister  | Austria  | 1:20,74 |
| 4    | Hilde Gerg            | Germania | 1:20,83 |
| 5    | Martina Ertl          | Germania | 1:20,98 |
| 6    | Isolde Kostner        | Italia   | 1:21,21 |
| 7    | Sylviane Berthod      | Svizzera | 1:21,34 |
| 8    | Corinne Rey-Bellet    | Svizzera | 1:21,46 |
| 9    | Pernilla Wiberg       | Svezia   | 1:21,58 |
| 10   | Florence Masnada      | Francia  | 1:21,65 |

Data: 3 febbraio

Località: Vail

Pista: International

Partenza: 

Arrivo: 

Lunghezza: 1 853 m

Dislivello: 478 m

Ore: 12.30 (UTC-7)

Porte: 36

Tracciatore: 

#### Slalom gigante
| Pos. | Atleta                | Nazione  | Tempo   |
| ---- | --------------------- | -------- | ------- |
| 1    | Alexandra Meissnitzer | Austria  | 2:08,54 |
| 2    | Andrine Flemmen       | Norvegia | 2:08,84 |
| 3    | Anita Wachter         | Austria  | 2:09,13 |
| 4    | Pernilla Wiberg       | Svezia   | 2:09,27 |
| 5    | Martina Ertl          | Germania | 2:09,46 |
| 6    | Corinne Rey-Bellet    | Svizzera | 2:09,52 |
| 7    | Deborah Compagnoni    | Italia   | 2:09,90 |
| 8    | Špela Pretnar         | Slovenia | 2:09,98 |
| 9    | Leïla Piccard         | Francia  | 2:10,18 |
| 10   | Anna Ottosson         | Svezia   | 2:10,30 |

Data: 11 febbraio

Località: Vail

Pista: International

Partenza: 

Arrivo: 

Dislivello: 341 m

1ª manche:

Ore: 10.30 (UTC-7)

Porte: 48

Tracciatore: 

2ª manche:

Ore: 13.30 (UTC-7)

Porte: 46

Tracciatore: 

#### Slalom speciale
| Pos. | Atleta             | Nazione   | Tempo   |
| ---- | ------------------ | --------- | ------- |
| 1    | Zali Steggall      | Australia | 1:33,97 |
| 2    | Pernilla Wiberg    | Svezia    | 1:34,77 |
| 3    | Trine Bakke        | Norvegia  | 1:35,00 |
| 4    | Andrine Flemmen    | Norvegia  | 1:35,06 |
| 5    | Riitta Pitkänen    | Finlandia | 1:35,12 |
| 6    | Karin Köllerer     | Austria   | 1:35,22 |
| 7    | Urška Hrovat       | Slovenia  | 1:35,23 |
| 8    | Deborah Compagnoni | Italia    | 1:35,33 |
| 9    | Anita Wachter      | Austria   | 1:35,34 |
| 10   | Allison Forsyth    | Canada    | 1:35,59 |

Data: 13 febbraio

Località: Vail

Pista: International

Partenza: 

Arrivo: 

Dislivello: 165 m

1ª manche:

Ore: 10.30 (UTC-7)

Porte: 55

Tracciatore: 

2ª manche:

Ore: 13.30 (UTC-7)

Porte: 59

Tracciatore: 

#### Combinata
| Pos. | Atleta               | Nazione     | Tempo   |
| ---- | -------------------- | ----------- | ------- |
| 1    | Pernilla Wiberg      | Svezia      | 3:08,52 |
| 2    | Renate Götschl       | Austria     | 3:08,67 |
| 3    | Florence Masnada     | Francia     | 3:08,97 |
| 4    | Hilde Gerg           | Germania    | 3:09,38 |
| 5    | Trude Gimle          | Norvegia    | 3:10,51 |
| 6    | Michaela Dorfmeister | Austria     | 3:11,36 |
| 7    | Janica Kostelić      | Croazia     | 3:11,78 |
| 8    | Corinne Rey-Bellet   | Svizzera    | 3:12,63 |
| 9    | Pia Käyhkö           | Finlandia   | 3:15,17 |
| 10   | Jonna Mendes         | Stati Uniti | 3:15,50 |

Data: 8 febbraio

Discesa libera

Località: Vail

Pista: International

Ore: 10.00 (UTC-7)

Partenza: 

Arrivo: 

Lunghezza: 2 423 m

Dislivello: 598 m

Porte: 36

Tracciatore: 

Slalom speciale

Località: Vail

Pista: International

Partenza: 

Arrivo: 

Dislivello: 150 m

1ª manche:

Ore: 13.00 (UTC-7)

Porte: 58

Tracciatore: 

2ª manche:

Ore: 15.00 (UTC-7)

Porte: 46

Tracciatore: 

## Medagliere per nazioni
| Pos. | Nazione       | Oro | Argento | Bronzo | Totale |
| ---- | ------------- | --- | ------- | ------ | ------ |
| 1    | Austria       | 5   | 3       | 5      | 13     |
| 2    | Norvegia      | 3   | 4       | 2      | 9      |
| 3    | Svezia        | 1   | 1       | 0      | 2      |
| 4    | Australia     | 1   | 0       | 0      | 1      |
| 4    | Finlandia     | 1   | 0       | 0      | 1      |
| 6    | Liechtenstein | 0   | 1       | 0      | 1      |
| 7    | Svizzera      | 0   | 0       | 2      | 2      |
| 8    | Francia       | 0   | 0       | 1      | 1      |